# Aplocheilichthys spilauchen
Aplocheilichthys spilauchen. es una especie de pez actinopeterigio de agua dulce, de la familia de los poecílidos.
Son peces de pequeño tamaño con una longitud máxima descrita de 7 cm, que se comercializan para acuariofilia, pero son muy difíciles de mantener en acuario.

## Distribución y hábitat
Se distribuye por ríos de la costa atlántica de África, desde la desembocadura del río Senegal al norte (Senegal), hasta la desembocadura del río Bengo al sur (Angola). Son peces de agua dulce tropical, de comportamiento bentopelágico no migratorio, que prefieren temperaturas entre 24 y 32 °C. Habitan los pantanos costeros salobres, desembocadura de ríos, lagunas y manglares cerca de las playas.